# Барнс, Рэнди
Эрик Рэндольф (Рэнди) Барнс (англ. Eric Randolph Barnes, род. 16 июня 1966 года) — американский легкоатлет, который специализировался в толкании ядра. Рекордсмен мира в 1990—2021 годах.
Завоевал серебряную медаль Олимпиады 1988 года, проиграв лишь 8 см Ульфу Тиммерману. 20 января 1989 года, на соревнованиях в Лос-Анджелесе установил мировой рекорд в помещении — 22,66 м, который был превзойдён 18 июня 2021 г., во время национального отбора в США Райаном Крузером, толкнувшим ядро на 23,37 м. В 1990 году установил мировой рекорд на открытом воздухе, показав результат 23,12 м. Вскоре после рекорда, на соревнованиях в Швеции он сдал допинг-пробу, которая оказалась положительной. В его крови нашли запрещённый препарат метилтестостерон. За это он был отстранён от соревнований на 27 месяцев. Из-за дисквалификации пропустил олимпийские игры 1992 года. Выиграл Олимпийские игры 1996 года с результатом 21,62 м. В 1998 году был пожизненно дисквалифицирован за употребление андростендиона.